# Schizomitrium belangerianum
Schizomitrium belangerianum là một loài Rêu trong họ Hookeriaceae. Loài này được (Besch.) W.R. Buck mô tả khoa học đầu tiên năm 1987.